# Співробітництво Китаю з країнами Центральної та Східної Європи
Співпраця між Китаєм і країнами Центральної та Східної Європи (Китай-ЦСЄ, Китай-ЦСЄ, також 14+1 ; раніше 17+1 з 2019 по 2021 рік і 16+1 з 2021 по 2022 рік) є ініціативою Міністерства закордонних справ Китаю. сприяти діловим та інвестиційним відносинам між Китаєм та 14 країнами Центральної та Східної Європи (ЦСЄ, ЦСЄ): Албанією, Боснією та Герцеговиною, Болгарією, Хорватією, Чехією, Грецією, Угорщиною, Чорногорією, Північною Македонією, Польщею, Румунією, Сербією, Словаччини та Словенії. До свого виходу у 2022 році учасниками ініціативи були Естонія, Латвія та Литва.

## Формат
Формат засновано у 2012 році у Будапешті, щоб сприяти співпраці «16+1» (16 країн Центральо-Східної Європи та КНР). У 2019 році на Дубровницькому саміті до угруповання приєдналася Греція, а в 2021 році з нього вийшла Литва. Формат 16+1 зустрічаються щорічно; саміти відбулися в таких містах:
- Дубровник (2019),
- Софія (2018),
- Будапешт (2017),
- Рига (2016),
- Сучжоу (2015),
- Белград (2014),
- Бухарест (2013),
- Варшава (2012).

Секретаріат «Китай-ЦСЄ» знаходиться в Пекіні з 16 «національними координаторами» в кожній з країн-партнерів ЦСЄ.
Цілями формату є просування китайської ініціативи «Один пояс, один шлях» та посилення співпраці у сферах інфраструктури, транспорту та логістики, торгівлі та інвестицій. Ці цілі підтримуються «зростанням зв'язків у сферах культури, освіти та туризму… культурні обміни, аналітичні центри та неурядові організації»

## Саміти
| порядок | Країна хостингу | місто            | Дата                                | Тема |
| ------- | --------------- | ---------------- | ----------------------------------- | --- |
| 1       | Польща          | Варшава          | 26.04.2012                          | |
| 2       | Румунія         | Бухарест         | 26.11.2013                          | «Виграшна співпраця та спільний розвиток»                                                                                        |
| 3       | Сербія          | Белград          | 16.12.2014                          | «Нова потужність, нова платформа, новий двигун»                                                                                  |
| 4       | КНР             | Сучжоу           | 24.11.2015                          | «Нова відправна точка, нове поле, нове бачення»                                                                                  |
| 5       | Латвія          | Рига             | 5.11.2016                           | «Взаємозв'язок, інновації, інтеграція та взаємодопомога»                                                                         |
| 6       | Угорщина        | Будапешт         | 27.11.2017                          | «Поглиблення економічного, торговельного та фінансового співробітництва та сприяння взаємовигідному та взаємовигідному розвитку» |
| 7       | Болгарія        | Софія            | 7.7.2018                            | «Поглиблення відкритого та практичного співробітництва для спільного сприяння спільному процвітанню та розвитку»                 |
| 8       | Хорватія        | Дубровник        | 12.04.2019                          | «Побудова мосту відкритості, інновацій та партнерства»                                                                           |
| 9       | Китай           | Відеоконференція | 09.02.2021 (перенесено через COVID) | |

## Збільшення

#### Греція
На саміті 2019 року (Дубровник) Греція, яка раніше була спостерігачем, стала повноправним учасником механізму.

## Вихід

#### Литва
У березні 2021 року Литовське національне радіо і телебачення (LRT) повідомило, що в лютому парламент Литви погодився вийти з попереднього китайського формату 17+1. Міністр закордонних справ Габріеліус Ландсбергіс заявив, що співпраця між Пекіном і Литвою не принесла «майже ніякої користі». У той же час також повідомлялося, що Литва відкриє торгове представництво в Тайвані, офіційно відомому як Республіка Китай (ROC), для посилення неофіційних відносин з Тайбеєм.
Інцидент призвів до дипломатичного конфлікту з Китаєм і подальших торговельних суперечок, включаючи бойкот Китаєм литовських компонентів, що втягнуло в суперечку Європейський Союз. У січні 2022 року президент Литви Гітанас Науседа заявив, що було помилкою дозволити Тайваню відкрити представництво під назвою «Тайвань», і що з ним не консультувалися щодо цього рішення. Крім того, опитування в січні 2022 року, проведене на замовлення Міністерства закордонних справ Литви, показало, що переважна більшість громадян Литви критично ставляться до поточної політики уряду щодо Китаю, що призвело до того, що опозиційні діячі закликають до відновлення двосторонніх відносин. Пізніше опитування, проведене незабаром після російського вторгнення в Україну в 2022 році, показало, що 20 % респондентів Литви сприймають Китай дуже негативно, а 44 % — швидше негативно.
Згідно з даними Центру європейських політичних досліджень, Литва була помічена як об'єкт впливу Китаю разом з багатьма країнами Європи.

#### Естонія і Латвія
11 серпня 2022 року Естонія та Латвія вийшли з формату.

### Неактивні учасники

#### Чехія
У січні 2023 року президент Чехії Мілош Земан поспілкувався з президентом Китаю Сі Цзіньпіном через відеоконференцію для сприяння торгівлі та двостороннім відносинам Однак після закінчення терміну повноважень Земана в березні 2023 року міністерство закордонних справ Чеської Республіки заявило, що Чехія «не є активним учасником» формату після російського вторгнення в Україну . Формат був публічно критикований міністром закордонних справ Чеської Республіки як такий, що не має змісту та не має майбутнього.

## Інфраструктура, інвестиції та торгівля
Включає (станом на 2017 рік) сербський проєкт шосе E763, залізницю Будапешт–Белград та сухопутний експрес-маршрут Китай–Європа–море . У Хорватії китайський консорціум на чолі з China Road and Bridge Corporation (CRBC) уклав контракт на першу фазу будівництва Пелешацького мосту та під'їзних доріг до нього. У Польщі китайські компанії придбали підрозділ будівельних машин Huta Stalowa Wola та польську компанію PBF Bearings.
Згідно зі статистичними даними митниці Китаю, обсяг торгівлі Китаю з Центрально-Східною Європою склав 67,98 млрд дол. у 2017 році, що на 15,9 % більше, ніж у 2016 році За даними Міністерства торгівлі Китаю, у 2016 році торгівля між Китаєм і ЦСЄ зросла до 58,7 мільярда дол. (з мільярдів 43,9 дол.  у 2010 році), тоді як його інвестиції в країни Центрально-Східної Європи накопичилися до понад 8 доларів мільярдів, охоплюючи такі галузі, як машинобудування, хімічна промисловість, телекомунікації та нова енергетика.

## Культурні зв'язки
Усі країни ЦСЄ приймають принаймні один Інститут Конфуція, а деякі (Сербія, Боснія та Герцеговина, Угорщина та Румунія) приймають декілька таких.
З 2012 по 2017 рік було відкрито шість нових прямих рейсів між Китаєм і Центрально — Східною Європою, кількість китайських туристів, які відвідали Центральнно — Східну Європу, зросла з 280 000 до 930 000, а також подвоїлася кількість студентів по обміну. У Північній Македонії відкрито Координаційний центр культурного співробітництва між Китаєм і Центрально — Східною Європою. У Китаї в південно-західному місті Ченду було відкрито навчальний центр для молодих художників Китаю та Центрально — Східної Європи та Центр обміну та співпраці в галузі культури та творчих індустрій Китаю та Центрально — Східної Європи.

## Реакція
Джеремі Гарлік, британський доцент Празького університету економіки та бізнесу, звинуватив Китай у проведенні наполегливої стратегії тактики " розділяй і володарюй «, спрямованої на користь Китаю за рахунок ЄС.
Інші, такі як Європейська комісія, Європейський парламент і кілька вчених, розглядають співпрацю Китаю та ЄС як взаємовигідну та взаємовигідну для Китаю, залучених країн та Європейського Союзу (ЄС).

## Публікації
- Weiqing Song (ред.), Відносини Китаю з Центральною та Східною Європою: від „старих товаришів“ до нових партнерів», Routledge, жовтень 2017 р.
- Анастас Вангелі, Центральна та Східна Європа як новий кордон багатосторонньої дипломатії Китаю, запрошений редактор: Драган Павлічевич, Глобальний Китай і символічна влада: випадок співпраці 16 + 1, Journal of Contemporary China, 11 11 квітня 2018 р., Глобальний Китай і Символічна сила: випадок співпраці 16 + 1
- Анастас Вангелі, Взаємодія Китаю з шістнадцятьма країнами Центральної, Східної та Південно-Східної Європи в рамках ініціативи «Один пояс, один шлях», 19 вересня 2017 р., Взаємодія Китаю з шістнадцятьма країнами Центральної, Східної та Південно-Східної Європи в рамках ініціативи «Один пояс, один шлях», в: Китай & World Economy, том 25, випуск 5, спеціальний випуск: Євразійські перспективи китайської ініціативи «Один пояс, один шлях», вересень–жовтень 2017 р., стор. 101–124.
- Жан-Поль Ларсон (ред.), Новий шовковий шлях: Китай зустрічає Європу в регіоні Балтійського моря — бізнес-перспектива, HEC Paris, Франція, World Scientific, липень 2017 р.
- Раду Сава, Румунська риторика про Китай 16+1. Дифракція політики та економіки в Studia Universitatis Babes-Bolyai 1/2019, стор. 132–155.
- Еміліан Кавальський, китайський «16+1» мертвий? Хай живе «17+1»., Дипломат, 29 березня 2019 р.
- Івана Караськова, Залучення Китаю до 17+1: час для стратегії ACT, The Diplomat, 7 квітня 2020 р.
- Кіган Елмер, європейські країни «17+1» незадоволені відносинами з Китаєм, йдеться у звіті, оскільки саміт відкладається, South China Morning Post, 7 квітня 2020 р.